# Α-Amylzimtaldehyd
α-Amylzimtaldehyd ist ein Riechstoff, der verdünnt geruchlich an Jasmin erinnert.

## Vorkommen
α-Amylzimtaldehyd wurde in einigen Fällen als Aromastoff in texturiertem Sojaprotein und schwarzem Tee beschrieben, jedoch konnte das Vorkommen in der Natur nicht eindeutig festgestellt werden, daher wird α-Amylzimtaldehyd aus gesetzlichen Gründen weiterhin als künstlicher Aromastoff deklariert.

## Herstellung
α-Amylzimtaldehyd kann durch Kondensation von Benzaldehyd und Heptanal dargestellt werden.

## Eigenschaften
Die leicht gelbliche Flüssigkeit besitzt einen blumigen und leicht fettigen Geruch. α-Amylzimtaldehyd ist wasserunlöslich.

## Verwendung
α-Amylzimtaldehyd findet Anwendung in der Lebensmittel- und Kosmetikindustrie. Es wird beispielsweise für die Parfümierung von Seife eingesetzt und hat den INCI-Namen „Amyl Cinnamal“. In Deutschland durften in Lebensmitteln, gemäß der aufgehobenen bundesdeutschen Aromenverordnung, bis zu 1 mg/kg α-Amylzimtaldehyd enthalten sein. In der EU ist α-Amylzimtaldehyd als Aromastoff unter der FL-Nummer 05.040 zugelassen, in der aktuell gültigen Verordnung (EG) Nr. 1334/2008 gibt es keine Mengenbegrenzung.